# 3. (Preußisches) Infanterie-Regiment (Reichswehr)
Das 3. (Preußisches) Infanterie-Regiment war ein Regiment der Reichswehr.

## Geschichte
Das Regiment wurde am 1. Januar 1921 aus den Reichswehr-Infanterie-Regimentern 10, 11, 12, 16, 29, 30, 39 und 40 des Übergangsheeres gebildet. Am 29. Mai 1922 erhielt das Regiment zusätzlich zu seinem Namen die  landsmannschaftliche Bezeichnung „Preußisches“.
Im Zuge der Vergrößerung der Reichswehr wurde das Regiment 1934 in der ersten Aufstellungswelle geteilt und daraus das Infanterie-Regiment Deutsch Eylau und das Infanterie-Regiment Marienburg gebildet.

### Garnisonen
- Deutsch-Eylau: Regimentsstab, II. Bataillon und 13. (MW)-Kompanie
- Marienwerder: I. Bataillon mit Stab, 2. und 4. Kompanie
- Marienburg: I. Bataillon, 1. und 3. Kompanie sowie Ausbildungs-Bataillon
- Osterode: III. Bataillon

### Kommandeure
| Nr. | Name                               | Beginn der Berufung | Ende der Berufung |
| --- | ---------------------------------- | ------------------- | ----------------- |
| 1.  | Oberst Hermann Reinicke            | 1. Januar 1921      | 31. März 1922     |
| 2.  | Oberst Hans von Oidtman            | 1923                | 1926              |
| 3.  | Oberst Emil Fleck                  | 1. Mai 1926         | 31. Dezember 1928 |
| 4.  | Oberst/Generalmajor Hermann Franke | 1. Januar 1929      | 31. März 1931     |
| 5.  | Oberst Günther von Niebelschütz    | 1. April 1931       | 31. Januar 1933   |
| 6.  | Oberstleutnant/Oberst Otto Gabcke  | 1. Februar 1933     | 30. April 1935    |

## Organisation

### Verbandszugehörigkeit
Das Regiment unterstand dem Infanterieführer I der 1. Division in Königsberg.

### Gliederung
Das Regiment bestand neben dem Regimentsstab mit Nachrichtenstaffel aus
I. Bataillon mit Stab und Nachrichtenstaffel, hervorgegangen aus dem Reichswehr-Infanterie-Regiment 12,
II. Bataillon mit Stab und Nachrichtenstaffel, hervorgegangen aus den Reichswehr-Infanterie-Regimentern 10, 11, 29 und 30,
III. Bataillon mit Stab und Nachrichtenstaffel, hervorgegangen aus den Reichswehr-Infanterie-Regimentern 39 und 40,
Ergänzungs-Bataillon, ab 23. März 1921 Ausbildungs-Bataillon, hervorgegangen aus dem Reichswehr-Infanterie-Regiment 16.
Jedes Feld-Bataillon gliederte sich zu drei Kompanien zu je drei Offizieren und 161 Unteroffizieren und Mannschaften (3/161) sowie einer MG-Kompanie (4/126). Insgesamt bestand ein Bataillon aus 18 Offizieren und Beamten (einschließlich Sanitätsoffizieren) und 658 Mann.

## Bewaffnung und Ausrüstung

### Hauptbewaffnung
Die Schützen waren mit dem Karabiner K98a ausgerüstet. Jeder Zug besaß ein leichtes Maschinengewehr MG 08/15.
In den MG-Kompanien bestanden jeweils der 1. Zug aus drei Gruppen mit drei schweren Maschinengewehren MG 08 auf Lafette, vierspännig gezogen, der 2. bis 4. Zug aus drei Gruppen mit drei schweren Maschinengewehren MG 08 auf Lafette, zweispännig gezogen.
Die schwersten Waffen des Regiments waren die Minenwerfer in der 13. Kompanie. Der 1. Zug war mit zwei mittleren Werfern 17 cm, vierspännig gezogen, ausgerüstet, der 2. und 3. Zug mit drei leichten Werfern 7,6 cm, zweispännig gefahren.

## Sonstiges

### Traditionsübernahme
Das Regiment übernahm 1921 die Tradition der alten Regimenter.
- I. Bataillon: 5. Niederschlesisches Infanterie-Regiment Nr. 154
- II. Bataillon: 3. Niederschlesisches Infanterie-Regiment Nr. 50
- 9. und 13. Kompanie: Infanterie-Regiment „von Grolmann“ (1. Posensches) Nr. 18
- 10. Kompanie: 1. Masurisches Infanterie-Regiment Nr. 146
- 11. und 12. Kompanie: Infanterie-Regiment „Freiherr Hiller von Gaertringen“ (4. Posensches) Nr. 59
- 14. und 15. Kompanie: 3. Schlesisches Infanterie-Regiment Nr. 156
- 16. Kompanie: 2. Oberrheinisches Infanterie-Regiment Nr. 99